# María Ladvenant y Quirante
María Ladvenant y Quirante, född 1741, död 1767, var en spansk skådespelare. Hon var engagerad vid de kungliga teatrarna i Madrid, Teatro de la Cruz och Teatro del Príncipe mellan 1759 och 1767, och tillhörde de mer uppmärksammade scenartisterna under sin samtid. 
Nicolás Fernández de Moratín firade henne i sina verser där hon fick namnet Dorisa.